# Promozione Campania-Molise 1972-1973
Nella stagione 1972-1973 la Promozione era il quinto livello del calcio italiano (il massimo livello regionale). Qui vi sono le statistiche relative al campionato in Campania e in Molise.
Il campionato è strutturato in vari gironi all'italiana su base regionale, gestiti dai Comitati Regionali di competenza. Promozioni alla categoria superiore e retrocessioni in quella inferiore non erano sempre omogenee; erano quantificate all'inizio del campionato dal Comitato Regionale secondo le direttive stabilite dalla Lega Nazionale Dilettanti, ma flessibili, in relazione al numero delle società retrocesse dal Campionato Interregionale e perciò, a seconda delle varie situazioni regionali, la fine del campionato poteva avere degli spareggi sia di promozione che di retrocessione.

## Girone A

### Squadre partecipanti
| Club                | Città (provincia)             | Stadio | Stagione precedente |
| ------------------- | ----------------------------- | ------ | ------------------- |
| Pol. Acerrana       | Acerra (NA)                   |        |                     |
| S.S. Aesernia       | Isernia                       |        |                     |
| Pol. Afragolese     | Afragola (NA)                 |        |                     |
| A.P. Forio          | Forio (NA)                    |        |                     |
| F.C. Frattese       | Frattamaggiore (NA)           |        |                     |
| Fulgor Traiano      | Napoli (NA)                   |        |                     |
| S.S. Giugliano      | Giugliano in Campania (NA)    |        |                     |
| U.S. Gladiator      | Santa Maria Capua Vetere (CE) |        |                     |
| U.S.C. Grumese      | Grumo Nevano (NA)             |        |                     |
| F.C. Internapoli    | Napoli                        |        |                     |
| Italsider Bagnolese | Napoli                        |        |                     |
| A.S. Lacco Ameno    | Lacco Ameno (NA)              |        |                     |
| Marianella          | Napoli                        |        |                     |
| U.S. Nuova Vomero   | Napoli                        |        |                     |
| S.I.S. Aversa       | Aversa (CE)                   |        |                     |
| Pol. Succivo        | Succivo (CE)                  |        |                     |

### Classifica finale
|  | Pos. | Squadra             | Pt | G  | V  | N  | P  | GF | GS | DR  |
|  | ---- | ------------------- | -- | -- | -- | -- | -- | -- | -- | --- |
|  | 1.   | Gladiator           | 51 | 30 | 21 | 9  | 0  | 47 | 10 | +37 |
|  | 2.   | Frattese            | 45 | 30 | 17 | 11 | 2  | 55 | 22 | +33 |
|  | 3.   | Grumese             | 37 | 30 | 14 | 9  | 7  | 48 | 27 | +21 |
|  | 4.   | Giugliano           | 36 | 30 | 12 | 12 | 6  | 40 | 27 | +13 |
|  | 5.   | S.I.S. Aversa       | 35 | 30 | 13 | 9  | 8  | 39 | 31 | +8  |
|  | 6.   | Aesernia            | 31 | 30 | 10 | 11 | 9  | 46 | 28 | +18 |
|  | 7.   | Acerrana            | 31 | 30 | 9  | 13 | 8  | 37 | 36 | +1  |
|  | 8.   | Succivo             | 30 | 30 | 9  | 12 | 9  | 33 | 33 | 0   |
|  | 9.   | Lacco Ameno         | 30 | 30 | 11 | 8  | 11 | 39 | 40 | -1  |
|  | 10.  | Marianella          | 29 | 30 | 10 | 9  | 11 | 34 | 35 | -1  |
|  | 11.  | Forio               | 28 | 30 | 10 | 8  | 12 | 43 | 41 | +2  |
|  | 12.  | Italsider Bagnolese | 26 | 30 | 11 | 4  | 15 | 30 | 32 | -2  |
|  | 13.  | Nuova Vomero        | 24 | 30 | 9  | 6  | 15 | 23 | 29 | -6  |
|  | 14.  | Afragolese          | 23 | 30 | 8  | 7  | 15 | 35 | 54 | -19 |
|  | 15.  | Internapoli         | 18 | 30 | 5  | 8  | 17 | 16 | 44 | -28 |
|  | 16.  | Fulgor Traiano      | 6  | 30 | 1  | 4  | 25 | 12 | 82 | -60 |

Verdetti
- Gladiator promosso in Serie D.
- Afragolese, Internapoli e Fulgor Traiano retrocedono in Prima Categoria.

## Girone B

### Squadre partecipanti
| Club                   | Città (provincia)          | Stadio | Stagione precedente |
| ---------------------- | -------------------------- | ------ | ------------------- |
| Alba Turris            | Torre del Greco (NA)       |        |                     |
| U.S. Angri             | Angri (SA)                 |        |                     |
| U.S. Cicciano          | Cicciano (NA)              |        |                     |
| S.S. Ercolanese        | Ercolano (NA)              |        |                     |
| S.S. Felice Scandone   | Avellino                   |        |                     |
| G.S. Ebolitano, Eboli  | Eboli (SA)                 |        |                     |
| A.C. Giac Boschese     | Boscoreale (NA)            |        |                     |
| Juve Boys              | ?                          |        |                     |
| S.S. Leonida Gragnano  | Gragnano (NA)              |        |                     |
| U.S. Nola              | Nola (NA)                  |        |                     |
| S.S. Pro San Giorgio   | San Giorgio a Cremano (NA) |        |                     |
| S.C. Sarnese           | Sarno (SA)                 |        |                     |
| A.S.C. Saviano         | Saviano (NA)               |        |                     |
| A.P. Scafatese         | Scafati (SA)               |        |                     |
| Mobili d'Elia          | Cava_de'_Tirreni (SA)      |        |                     |
| S.S. Vis Sanseverinese | Mercato San Severino (SA)  |        |                     |

### Classifica finale
|  | Pos. | Squadra           | Pt | G  | V  | N  | P  | GF | GS | DR  |
|  | ---- | ----------------- | -- | -- | -- | -- | -- | -- | -- | --- |
|  | 1.   | Angri             | 47 | 30 | 20 | 7  | 3  | 58 | 19 | +39 |
|  | 2.   | Scafatese         | 40 | 30 | 15 | 10 | 5  | 52 | 22 | +30 |
|  | 3.   | Nola              | 39 | 30 | 16 | 7  | 7  | 43 | 26 | +17 |
|  | 4.   | Pro San Giorgio   | 35 | 30 | 15 | 6  | 9  | 53 | 42 | +11 |
|  | 5.   | Felice Scandone   | 34 | 30 | 12 | 10 | 8  | 48 | 37 | +11 |
|  | 6.   | Giac Boschese     | 32 | 30 | 12 | 8  | 10 | 39 | 36 | +3  |
|  | 7.   | Leonida Gragnano  | 32 | 30 | 13 | 6  | 11 | 39 | 44 | -5  |
|  | 8.   | Saviano           | 31 | 30 | 11 | 9  | 10 | 39 | 39 | 0   |
|  | 9.   | G.S. Ebolitano    | 30 | 30 | 13 | 5  | 12 | 48 | 40 | +8  |
|  | 10.  | Mobili d'Elia     | 27 | 30 | 10 | 7  | 13 | 31 | 31 | 0   |
|  | 11.  | Sarnese           | 27 | 30 | 8  | 11 | 11 | 24 | 25 | -1  |
|  | 12.  | Ercolanese        | 27 | 30 | 8  | 11 | 11 | 24 | 25 | -1  |
|  | 13.  | Cicciano          | 26 | 30 | 10 | 6  | 14 | 44 | 38 | +6  |
|  | 14.  | Alba Turris       | 25 | 30 | 9  | 7  | 14 | 35 | 52 | -17 |
|  | 15.  | Vis Sanseverinese | 15 | 30 | 4  | 8  | 18 | 21 | 65 | -44 |
|  | 16.  | Juve Boys         | 10 | 30 | 2  | 6  | 22 | 24 | 81 | -57 |

### Verdetti finali
- Ebolitano, Pro San Giorgio e Vis Sanseverinese 1 punto di penalizzazione.